# Sebastián Stimman
Sebastián Fernando Stimman Noeding (Lima, 10 de octubre de 1989) es un actor, guionista y cantante  peruano de ascendencia alemana. Alcanzó reconocimiento por haber participado en  producciones teatrales, cinematográficas y televisivas en su país y en Estados Unidos. En el ámbito musical, se desempeña en el género pop bajo el nombre artístico de Bastian.

## Biografía
Nació el 10 de octubre de 1989 en Lima, bajo el nombre de Sebastián Fernando Stimman Noeding. Proveniente de una familia de clase media alta, es el hijo del empresario Lars Stimman y de la atleta Edith Noeding, campeona de atletismo de los Juegos Panamericanos México 1975. Realizó sus estudios escolares en el Colegio Peruano Alemán Alexander von Humboldt.
Comenzó su carrera artística a los dieciséis años haciendo su debut actoral con la teleserie Condominios S.A en 2006, dentro del rol antagónico. Se formó como actor en la productora Iguana Producciones desde temprana edad.
En el año 2007, se incorpora al reparto principal del programa juvenil Animateens de Panamericana Televisión conformando el elenco con los actores Carlos Casella, Nataniel Sánchez, Stephie Jacobs y los bailarines Bryan Vidaurre y Yanilú Calderón.
Fue parte del elenco principal de la telenovela Placeres y tentaciones en 2008 interpretando a Facundo, además de haber llevado talleres de actuación con Bruno Odar.Volvió a trabajar con Jacobs como protagonista de la obra Los días del Colegio Santa Ana en ese año, bajo el papel de Wenceslao.
Al poco tiempo, Stimman puso pausa a su carrera actoral para estudiar teatro en las escuelas dramáticas de México y posteriormente, de Alemania. Más tarde, estudió teatro musical en el Circle in the Square por recomendación del actor Marco Zunino.Gracias a la intervención de Bruno Odar, Stimman se muda a Nueva York para desarrollar sus estudios de actuación profesionalmente a partir de 2010.
Regresó a la actuación en 2013 para participar en la adaptación local de Romeo y Julieta dentro del reparto principal, interpretando a Mercucio. Continuó con sus proyectos actorales, obteniendo por primera vez en el rol protagónico en la obra basada en la vida del escritor Edgar Allan Poe y participó como el personaje Time en el drama Blue Moon.
En el año 2014, participó en las obras Agravios de fortuna y La Reina Virgen como parte del teatro hispano de Nueva York. Gracias a su participación en esas producciones teatrales, recibió el galardón como «Mejor actor del año» por parte de los Premios ACE y «Mejor actor principal» por los Premios ATI, en esta última por su papel en el montaje Lorca, la luna y la muerte.
Al año siguiente, actuó en el reparto coprotagónico de la obra Aesops animal fabules y fue protagonista de la película independiente 1,7 Alpha.
En el año 2019 regresa al Perú como protagonista del drama La habitación azul al lado de Andrea Luna y fue estrenado en el recinto Teatro Ricardo Blume. Adicionalmente, asume el guion de la película peruana Yuraq y a la vez interpreta a Álex.
En 2020, fue protagonista de la película La condesa y vuelve a retomar el protagónico con la otra producción teatral El Diablo en 2023, bajo la dirección de Mateo Chiarella Viale, interpretando al personaje homónimo. Además, en ese año participa en la película Bruja, bajo la dirección de Francisco Cabrera. Previo a ello, Stimman se incursiona como cantante en 2022 bajo el nombre artístico de Bastian, instalándose dentro del género pop electrónico con influencias de K-pop y trap, lanzando su canción debut «Alive» de su álbum de estudio Unlocked.
En el año 2022, fue protagonista de la película Atrapado en mi mente bajo el personaje de Christian[cita requerida] y fue parte del reparto principal de la obra cómica Charada de la compañía Los Productores, interpretando a Rodrigo al año siguiente.
Stimman antagoniza la telenovela Súper Ada de América Televisión en 2024, como el papel de Felipe Parodi, el primo de Leonardo Alcázar.[cita requerida] En ese año, participó recurrentemente en la telenovela Tu nombre y el mío bajo el personaje de Daniel Castañeda, el prometido de Natalia Montero.[cita requerida]
También en ese año, fue protagonista de la obra teatral Bajo tierra en el Teatro Barranco, interpretando el personaje de Lu, y comparte el rol junto a la actriz  Alessa Wichtel.

## Filmografía

### Cine
| Año  | Título                               | Rol               | Notas              |
| ---- | ------------------------------------ | ----------------- | ------------------ |
| 2009 | Máncora                              | Amante de Mariana | Reparto principal  |
| 2015 | Red                                  |                   | Protagonista       |
| 2016 | 1,7 Alpha                            | Baron             | Protagonista       |
| 2017 | Aparment 34                          | Monster           | Reparto principal  |
| 2017 | There fine lines                     | Ryler             | Reparto principal  |
| 2019 | Yuraq                                | Álex              | Protagonista       |
| 2019 | Yuraq                                | Él mismo          | Guionista          |
| 2020 | La condesa                           |                   | Protagonista       |
| 2020 | Bruja                                |                   | Reparto principal  |
| 2022 | Atrapado en mi mente                 | Christian         | Protagonista       |
| 2023 | La peor de mis bodas 3               |                   | Reparto principal  |
| 2025 | Soltera, casada, viuda, divorciada 2 |                   | Reparto secundario |

### Televisión
| Año       | Título                    | Rol                      | Notas                                          | Emisión                 |
| --------- | ------------------------- | ------------------------ | ---------------------------------------------- | ----------------------- |
| 2006      | Condominios S.A           |                          | Antagonista principal                          | ATV                     |
| 2007      | Animateens                | Él mismo                 | Copresentador                                  | Panamericana Televisión |
| 2008      | Placeres y tentaciones    | Facundo                  | Reparto principal                              | Frecuencia Latina       |
| 2020-2021 | Princesas                 | José Luis Campódico      | Antagonista principal                          | América Televisión      |
| 2024      | Súper Ada                 | Felipe Parodi Muñoz      | Antagonista principal                          | América Televisión      |
| 2024      | Tu nombre y el mío        | Daniel «Danny» Castañeda | Reparto recurrente                             | América Televisión      |
| 2025      | La rosa de Guadalupe Perú | Ismael                   | Episodio: «Lo más sublime que tiene una mujer» | América Televisión      |
| 2025      | La rosa de Guadalupe Perú | Jaime                    | Episodio: «Vuelta en U»                        | América Televisión      |

## Teatro
- Los días del Colegio Santa Ana (2008) como Wenceslao (protagonista).
- Romeo y Julieta (2013) como Mercucio (reparto principal).
- Julián y Romeo (2013) como Julián (protagonista).
- Edgar (2013) como Edgar Allan Poe (protagonista).
- Blue Moon (2013-2014) como Time (protagonista).
- Agravios de fortuna (2014), protagonista.
- La Reina Virgen (2014)
- Lorca, la luna y la muerte (2014)
- Aesops animal fabules (2015)
- La habitación azul (2019)
- La llama de Alassio (2019), reparto principal.
- Hay que salir riendo (2019)
- El Diablo (2023) como Yevgeni Irteniev (protagonista).
- Lo que somos (2023)
- Metamorfosis (2023)
- Charada (2023) como Rodrigo (reparto principal).
- Carambola (2024)
- ¡Ay! ¿Qué será de mi? (2024)
- Invisible (2024) como Pensador (protagonista).
- Bajo tierra (2024) como Lu (protagonista).

## Discografía

### LP de estudio
- 2022: Alive
- 2023: Breathe You In
- 2024: Anti-natural
- 2024: Que nadie sepa (ft. Andrea Luna)

## Premios y reconocimientos
| Año  | Premios                   | Categoría             | Trabajo                    | Resultado |
| ---- | ------------------------- | --------------------- | -------------------------- | --------- |
| 2014 | Premios ACE               | Mejor actor del año   | Agravios de fortuna        | Ganador   |
| 2014 | Premios ATI               | Mejor actor principal | Lorca, la luna y la muerte | Ganador   |
| 2023 | Premios El Oficio Crítico | Mejor actor de drama  | Metamorfosis               | Ganador   |